# TVR・タモーラ
タモーラ（Tamora）は、イギリスのTVRが発売していたスポーツカー。

## 概要
2001年より発売開始。日本では一時期カタログ落ちしていたが2005年に復活。実質グリフィスやキミーラの後継モデル。
他のTVRのモデルと同様、スチールチューブラーフレームにFRPのボディをかぶせて製作しているため、総重量は約1100kgにまで抑えられている。
プラットフォームはタスカンと共通だが、タモーラは前後のオーバーハングを切り詰め、ソフトトップ2シーターとしている。また、全長や丸目2灯ヘッドライトなど、所々にグリフィスとの共通点がみられる。
搭載エンジンは3.6L直6DOHC「Speed Six」（350PS）をFRレイアウトで搭載しており、軽量なボディと組み合わせることで高いポテンシャルを発揮する。また、ABSなどの電子デバイスを一切搭載していないため、乗りこなすにはそれなりのテクニックが必要である。ミッションは5速MTで、LSDが標準装備されている。ラインナップはこれ以外に無い。
室内にはアナログ式スピードメーターとタコメーター以外にも、スイッチ1つで切り替え可能な液晶ディスプレイやシフトインジケーターも備えている。また、エアコンやパワーウインドウ、イモビライザーなど、街中でも快適なドライブを行えるための装備もしっかり搭載されている。
2006年に生産終了。